# Шельфовий льодовик Ларсена

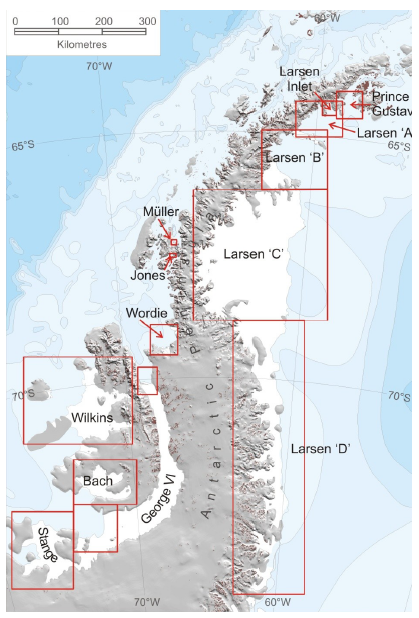
Льодовики Ларсена A, B, C, D та інші шельфові льодовики Антарктичного півострова

Найбільші шельфові льодовики Антарктиди.
Росса (472960 км²)
Ронне-Фільхнера (422420 км²)
Еймері (62620 км²)
Ларсена (48600 км²)
Рісер-Ларсена (48180 км²)
Фімбул (41060 км²)
Шеклтона (33820 км²)
Георга VI (23880 км²)
Західний (16370 км²)
Вілкінса (13680 км²)

Льодовик Ларсена — шельфовий льодовик біля узбережжя Антарктичного півострова. Названий на честь норвезького капітана К. А. Ларсена, що досліджував узбережжя Антарктичного півострова в 1893 році на судні «Ясон».

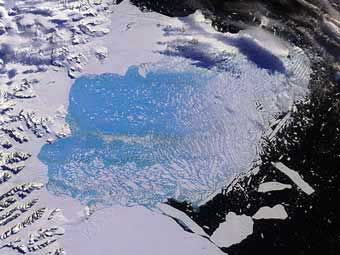
Льодовик Ларсена в процесі руйнування. Фото NASA

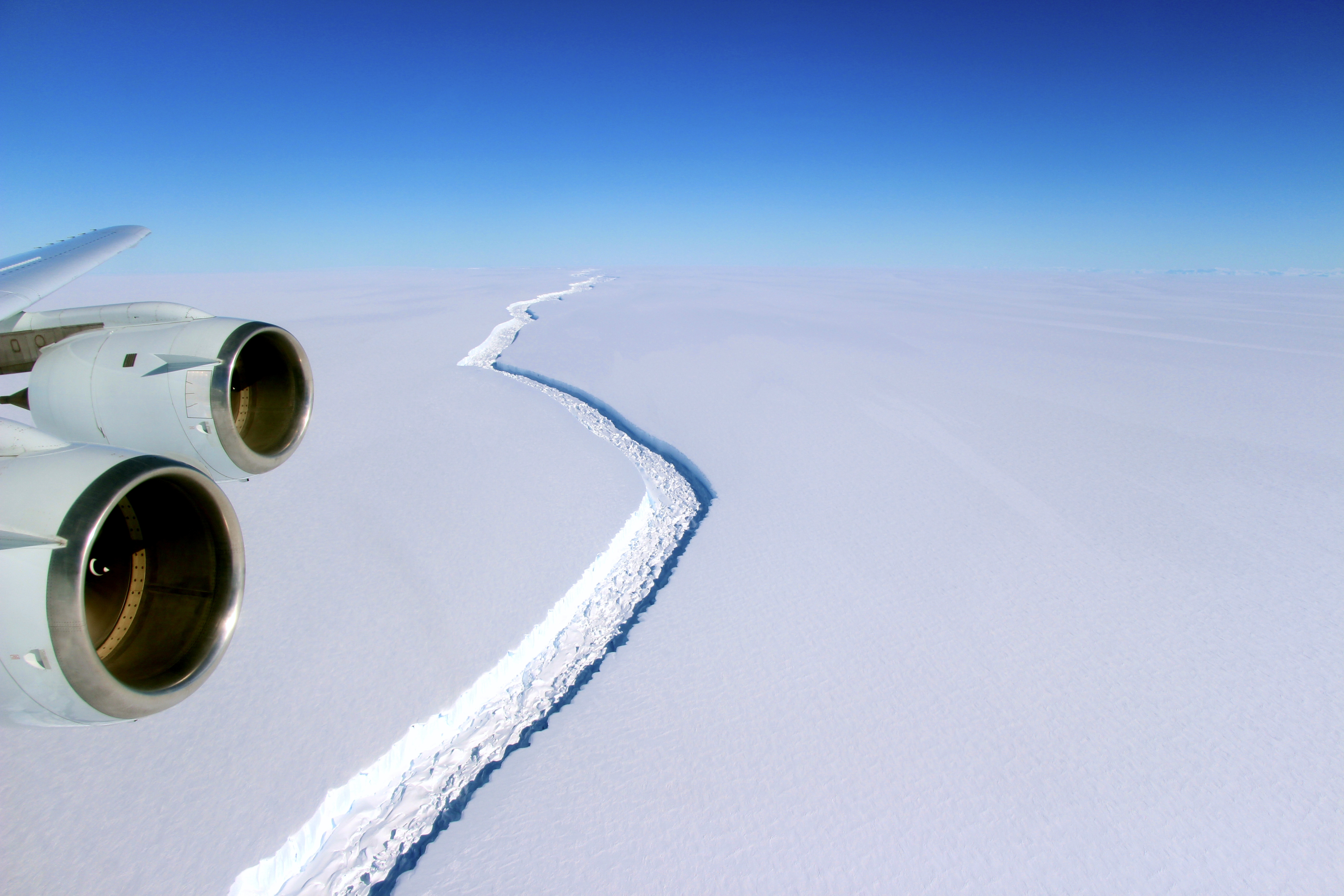
Фото з літака тріщини на шельфовому льодовику Ларсена, 6.01.2017

Шельфовий льодовик Ларсена складався із трьох великих льодовиків — Ларсен А, Ларсен B і Ларсен C — загальною площею з острів Ямайка. Частково зруйнований внаслідок глобального потепління (досі зберігся лише льодовик Ларсен C).
За останні півсторіччя температура на південному заході Антарктики, на Антарктичному півострові зросла на 2,5 °C. 1995-го року від основного масиву льодовика відколовся льодовик Ларсен А.
У 2002 році від льодовика Ларсена відколовся айсберг площею понад 3250 км2 і товщиною 220 м, що фактично означає руйнування льодовика. Процес руйнування тривав усього 35 днів. До цього льодовик залишався стабільним протягом 10 тисяч років, з кінця останнього льодовикового періоду. Протягом тисячоліть потужність льодовика зменшувалася поступово, але в другій половині XX століття швидкість його танення істотно збільшилася. Танення льодовика призвело до викиду великої кількості айсбергів (понад тисячу) в море Ведделла.
У грудні 2016 американське космічне агентство NASA опублікувало фотографії новоутвореного розлому шириною 100 м і глибиною 500 м на Ларсені С. Вперше його було виявлено ще в 2011 році. Очікувалось, що в результаті розлому від льодовика відколеться крижина площею близько 5000 квадратних кілометрів. Відкол остаточно відбувся 12 липня 2017 року. В результаті утворився один з найбільших айсбергів в історії - Айсберг А-68. Його площа становить близько 6 тис. квадратних кілометрів, маса — 1 трлн тонн.